# Zentrumspartei Hessen
Die Zentrumspartei Hessen war der Landesverband der Zentrumspartei im Großherzogtum Hessen und im Volksstaat Hessen. Im Volksstaat Hessen war das Zentrum von der Novemberrevolution 1918 bis zur Machtergreifung der Nationalsozialisten 1933 Regierungspartei.

## Das Zentrum im Großherzogtum Hessen

### Hintergrund

Adam Joseph Schmitt

Das Großherzogtum Hessen setzte sich aus drei Provinzen zusammen, den überwiegend protestantischen Provinzen Oberhessen und Starkenburg und dem überwiegend katholischen Rheinhessen. Entsprechend lag der Schwerpunkt der Zentrumspartei in Rheinhessen (also im heutigen Rheinland-Pfalz). Der Anteil der Katholiken an den Wahlberechtigten im Großherzogtum bei Reichstagswahlen lag 1871 bis 28 %. Er stieg bis zu den Reichstagswahlen 1912 auf 32 % an und sank in der Folge leicht auf 30,9 % bei den Reichstagswahlen 1924.
In der Folge waren auch katholische Abgeordnete in den Landständen vertreten. Insbesondere Clemens Lauteren, Johann Maria Kertell und Johannes Neeb traten als Vertreter der katholischen Sache in den Ständen hervor. Eine gemeinsame Fraktion oder gar Parteiorganisation bestand jedoch nicht.
Konfessionelle Konflikte waren im Großherzogtum auch nicht sehr ausgeprägt. Insbesondere bestanden gemäß hessischem Schuledikt vom 6. Juni 1832 die konfessionellen Schulen fort, womit ein Konflikt um die Simultanschule entfiel. Eine wichtige Rolle spielte Justin von Linde, der als Staatsrat und Abgeordneter der ersten Kammer eine wichtige Vermittlerrolle zwischen Staat und Kirche spielte.
Mit der Märzrevolution wurde der Landtag erstmals frei gewählt. Klerikale Abgeordnete wurden nicht gewählt. Dies galt auch bei den Wahlen nach dem Sieg der Reaktion.
Auch wenn das Wahlgesetz vom 26. September 1856 insbesondere durch die darin vorgesehene indirekte Wahl die Katholiken benachteiligte, waren nach der Landtagswahl 1856 drei Katholiken in der zweiten Kammer vertreten. Wortführer war Dr. Eduard Seitz. Eine eigene Fraktion bestand aber nicht.

### Großdeutsch-konservative Partei
Zentrum des hessischen Katholizismus war Mainz und Treiber war der Mainzer Bischof Wilhelm Emmanuel von Ketteler. Von Ketteler war gemäß der Verfassung des Großherzogtums Hessen qua Amt Mitglied der ersten hessischen Kammer. Für die Parteigründung spielte auch die Wirkung der in Mainz herausgegebenen Zeitschrift "Der Katholik" und die ab dem 1. Juni 1846 erscheinende Mainzer Tageszeitung "Mainzer Journal" eine wesentliche Rolle.
Um die organisatorische Basis für die Wahl ultramontaner Abgeordneter zu schaffen, gründete Domvikar Christoph Moufang 1862 in Mainz die "Großdeutsch-konservative Partei".
Der Namensbestandteil Großdeutsch war eine Spitze gegen die Nationalliberale Partei, die als kleindeutsch und österreichfeindlich dargestellt wurde. Der Wahlaufruf vom August 1862 wurde in allen katholischen Gegenden verbreitet. Die Wahl 1862 wurde, gemessen an den Erwartungen, ein Desaster. Gerade einmal zwei Abgeordnete konnte die Großdeutsch-konservative Partei durchsetzen. Nicht einmal der Mainzer Wahlkreis konnte gewonnen werden. Nach diesem Misserfolg wurde von der Großdeutsch-konservativen Partei nicht mehr gesprochen.

### Katholische Volkspartei Hessen
Christoph Moufangs Verwandter Nicola Racke führte 1869 eine führende Rolle bei der Gründung der Katholischen Volkspartei Hessen. Der Name Katholische Volkspartei war auch bereits im Wahlkampf zu der Landtagswahl 1866 verwendet worden. Vorbild der Neugründung war die Katholische Volkspartei in Baden, zu der eine enge Beziehung bestand. Von Ketteler war in einem badischen Wahlkreis in den Reichstag gewählt worden. In Hessen war Christoph Moufang in den Reichstag gewählt worden und war Mitgründer der ersten Zentrumsfraktion im Reichstag 1871. 1866 wurden vier Abgeordnete in die zweite Kammer gewählt, darunter als Wortführer Philipp Wamboldt von Umstadt.

### Die erste gemeinsame Fraktion 1872
Nach dem Vorbild der Reichstagsfraktion schlossen sich die Ferdinand Allmann, Hermann Josef Wolz und Eugen Frank zu einer gemeinsamen Fraktion zusammen. Diese Fraktion, die am 20. Dezember 1872 zum ersten Mal zusammen trat, bildete in der Folgezeit das organisatorische Zentrum des politischen Katholizismus. Um die Fraktion herum bildete sich eine Parteiorganisation. Führende Kräfte waren der Verleger Johann Falk, Nicola Racke und der Schriftsteller Philipp Wasserburg.

### Der Kulturkampf in Hessen
Unter der Regierung Dalwigk waren die konfessionellen Konflikte nur gering ausgeprägt gewesen. Mit dem Antritt der Regierung Hofmann brach aber auch im Großherzogtum der Kulturkampf aus (wenn er auch mit weitaus weniger Schärfe ausgetragen wurde als in Preußen). Der katholische Finanzminister Maximilian von Biegeleben musste 1873 den Dienst quittieren. Analog der Maigesetze wurden auch im Großherzogtum am 23. April 1875 fünf Gesetze erlassen, die das Verhältnis von Kirchen und Staat neu regelten. Bereits vorher, mit dem Schulgesetz vom 16. Juni 1874, waren Simultanschulen eingeführt worden, die bis zum Ende des Kaiserreichs dazu führten, dass katholische Schulen weitgehend verschwanden.
Die Katholische Volkspartei stand natürlich in deutlicher Opposition zu diesen Gesetzen. Die übergroße Mehrheit der Nationalliberalen in der zweiten Kammer setzte diese Gesetze jedoch durch. Bei der Landtagswahl 1875 konnte der Stimmenanteil der Volkspartei gesteigert und auch zusätzliche Sitze errungen werden. Neu in den Landtag wurde Johann Falk gewählt, der seit 1863 Verleger des Mainzer Journals war.
1878 konnte die Zahl der Abgeordneten sogar auf acht gesteigert werden. Ab 1887 trat die Partei auch in Hessen als Zentrum auf.

### Der Konflikt um den Umgang mit der SPD
Die Landespartei wurde Anfang der 1890er-Jahre von einem heftigen Richtungsstreit geprägt. Der Konflikt ging um die Frage, wie das Zentrum auf den Aufstieg der SPD Hessen reagieren sollte. Nicola Racke strebte hierzu eine Zusammenarbeit der bürgerlichen Kräfte, also mit den Liberalen (die im Kulturkampf die erbitterten Feinde gewesen waren) an. Philipp Wasserburg lehnte jede Zusammenarbeit mit den Liberalen ab und forderte, durch soziale und demokratische Reformen die an die SPD verlorenen Wähler zurückzugewinnen.
Adam Joseph Schmitt spielte eine wichtige Rolle bei der Beilegung dieser parteiinternen Krise des hessischen Zentrums in den frühen 1890er-Jahren. Er konnte sich bei den Reichstagswahlen der Jahre 1896 und 1898 mit Hilfe der liberalen Stimmen seines Wahlkreises durchsetzen, mit der Konsequenz, dass er auch zum Führer der hessischen Zentrumspartei aufstieg – eine Stellung, die er bis in die Nachkriegszeit innehaben sollte.

### Die Landtagswahlen 1911
Die Landtagswahlen 1911 wurden gemäß einer langjährigen Forderung des Zentrums erstmals in direkter Wahl durchgeführt. Das Zentrum konnte jedoch von dieser Änderung nicht profitieren und stellte sogar einen Abgeordneten weniger als zuvor im Landtag.

### Wahlergebnisse Landtagswahlen
Für die Zeit vor 1862 sind Wahlergebnisse nach Parteien nicht sinnvoll anzugeben. Eine Organisation des Zentrums auf Landesebene bildete sich erst später. Basis der Parteientwicklung waren lokale Zusammenschlüsse auf Wahlkreisebene. Erst ab der Reichstagswahl 1874 kann von einem flächendeckenden Auftritt der Zentrumspartei gesprochen werden. Die nachfolgende Tabelle listet dennoch auch die Abgeordneten der Jahre 1862 bis 1874 auf, die den Vorgängerstrukturen der Zentrumspartei zugeordnet werden können. Das Wahlrecht im Großherzogtum war ein Mehrheitswahlrecht. Die Angabe landesweiter Prozentangaben ist daher für das Wahlergebnis nicht erforderlich.
|        | Abgeordnete | Gesamt |      | Abgeordnete | Gesamt |        | Abgeordnete | Gesamt |
| ------ | ----------- | ------ | ---- | ----------- | ------ | ------ | ----------- | ------ |
| 1862   | 2           | 50     | 1865 | 2           | 50     | 1866   | 4           | 48     |
| 1868   | 4           | 48     | 1872 | 3           | 50     | 1875   | 5           | 50     |
| 1878   | 8           | 50     | 1881 | 8           | 50     | 1884   | 6           | 50     |
| 1887   | 5           | 50     | 1890 | 4           | 49     | 1890/1 | 4           | 50     |
| 1890/2 | 5           | 50     | 1897 | 6           | 47     | 1899   | 7           | 50     |
| 1902   | 7           | 47     | 1905 | 8           | 45     | 1908   | 9           | 58     |
| 1911   | 8           | 56     |      |             |        |        |             |        |

### Abgeordnete

#### Reichstagsabgeordnete
Bedingt durch das Mehrheitswahlrecht konnten Zentrumsabgeordnete sich nur in den klar katholisch geprägten rheinhessischen Wahlkreisen durchsetzen.
| Wahlkreis                  | Abgeordneter        | Amtszeit                |
| -------------------------- | ------------------- | ----------------------- |
| Hessen 8 (Bingen-Alzey)    | Philipp Uebel       | 1909–1912               |
| Hessen 9 (Mainz-Oppenheim) | Christoph Moufang   | 1874–1877 und 1878–1881 |
| Hessen 9 (Mainz-Oppenheim) | Nicola Racké        | 1884–1890               |
| Hessen 9 (Mainz-Oppenheim) | Adam Joseph Schmitt | 1896–1903               |

Eine Kandidatur war nicht nur am Wohnort möglich, sondern in jedem Wahlkreis im Deutschen Reich. Der Mainzer Bischof Wilhelm Emmanuel von Ketteler wurde daher in einem badischen Wahlkreis in den Reichstag gewählt.

#### Landtagsabgeordnete
- Ferdinand Allmann (1872–1879)
- Johann Georg Boxheimer
- Otto von Brentano di Tremezzo (1897–1918)
- Elisabeth Hattemer
- Johann Philipp Hofmann
- Heinrich Ille (1927–1931)
- Wilhelm Knoll (1873–1947), 1924–1928, 1932/1933
- Domkapitular Professor Georg Lenhart (1919–1927)
- Domkapitular Dr. Christoph Moufang (1874–1876, 1878–1881)
- Jacob Pennrich (1879–1811)
- Nicola Racké (1884–1890)
- Adam Joseph Schmitt (1893–1918)
- Dr. Adam Schmitt (1869–1903)
- Professor Dr. Albert Stohr (1931–1933)
- Philipp Uebel (1905–1918)
- Joseph Zuckmayer

(Liste ist unvollständig)

## Das Zentrum im Volksstaat Hessen

Otto von Brentano di Tremezzo

Seit der Novemberrevolution gehörte das Zentrum sowohl im Reich als auch in Hessen zu den Parteien, die sich zur Weimarer Verfassung bekannten, und war als Teil der Weimarer Koalition Regierungspartei.
Otto von Brentano di Tremezzo war vom 11. November 1918 bis 1927 hessischer Minister der Justiz und ab 1921 – als Nachfolger von Heinrich Fulda (SPD) – zugleich Minister des Inneren im Kabinett Ulrich I und Kabinett Ulrich II. Im Kabinett Ulrich III und Kabinett Adelung (1927 bis 1933) war das Zentrum mit Minister Ferdinand Kirnberger vertreten.

Fritz Bockius

Fritz Bockius war von 1920 bis zur Auflösung 1933 Vorsitzender des Landesverbandes. Wilhelm Knoll amtierte als sein Stellvertreter.
Bei den Landtagswahlen im November 1931 hatten die demokratischen Parteien mit 32 Mandaten keine Mehrheit mehr im Parlament, da NSDAP mit 27 und KPD mit 10 Sitzen die Mehrheit stellten. Hessen nahm mit dieser Wahl die Entwicklung auf Reichsebene vorweg. In der Zentrumspartei wurde diskutiert, ob eine Koalition mit der NSDAP, um diese in der Regierungsverantwortung aus der Radikalopposition herauszuholen und über die notwendigen Kompromisse zu entzaubern, eine sinnvolle Strategie sei. Aufgrund des Wahlergebnisses in Hessen wurde beschlossen, Verhandlungen aufzunehmen. Dies wurde dadurch erleichtert, dass Zentrum und NSDAP über eine Mehrheit verfügten und Fritz Bockius den Nationalsozialisten Werner Best persönlich kannte, da dieser 1925 bis 1928 bei ihm als Referendar in seinem Mainzer Notariat gearbeitet hatte. Ab dem 19. November erfolgen Gespräche, die allerdings abgebrochen wurden, nachdem die Boxheimer Dokumente, ein Putschplan der NSDAP, bekannt wurden.
Am 5. Juli 1933 löste sich die Deutsche Zentrumspartei im Zuge der Gleichschaltung auf.

## Zeit des Nationalsozialismus
Die Gleichschaltung führte nicht nur zum Verlust der Land- und Reichstagsmandate des hessischen Zentrums, sondern auch zu der Entfernung der Zentrumsanhänger aus allen führenden Aufgaben in Staat und Wirtschaft.
Im Rahmen der Aktion Gewitter wurden am 20. Juli 1944 eine Reihe ehemaliger hessischer Zentrumsabgeordnete verhaftet, darunter Hans Hoffmann und Fritz Bockius. Fritz Bockius kam im KZ ums Leben.

## Nach dem Zweiten Weltkrieg
Nach dem Zweiten Weltkrieg wurde das Gebiet des heutigen Hessen neu zugeschnitten. Das katholische Rheinhessen wurde abgetrennt und Teil von Rheinland-Pfalz. Das neue Land Groß-Hessen bestand nun aus den verbleibenden beiden Provinzen des Volksstaates und den ehemals preußischen Teilen Frankfurt und Hessen-Nassau. Damit bestanden für eine Neugründung des Zentrums schlechte konfessionelle Voraussetzungen. Mit der Gründung der CDU Hessen als überkonfessionelle christlich-demokratische Partei fanden die ehemaligen Mitglieder und Wähler des Zentrums eine neue politische Heimat. An der Landtagswahl in Hessen 1946 nahm das Zentrum nicht teil. Im April 2006 wurde in Hessen wieder ein Landesverband der Zentrumspartei gegründet. Landesvorsitzender dieser Splitterpartei war Werner Otto. Am 30. April 2021 bildete sich der Landesverband erneut. Vorsitzender wurde der Rechtsanwalt Hans Mohrmann aus Darmstadt.

## Wahlergebnisse

### Landtagswahlen
Ergebnisse der Wahlen zur Verfassungsgebenden Volkskammer und dem Landtag des Volksstaats Hessen 1919–1933:
| Wahl              | Stimmen absolut | Prozentanteile | Sitze (von 70) |
| ----------------- | --------------- | -------------- | -------------- |
| 26. Januar 1919   | 108.539         | 17,6 %         | 13             |
| 27. November 1921 | 92.689          | 17,4 %         | 13             |
| 7. Dezember 1924  | 100.384         | 16,1 %         | 11             |
| 13. November 1927 | 85.460          | 17,1 %         | 13             |
| 15. November 1931 | 112.440         | 14,3 %         | 10             |
| 19. Juni 1932     | 108.601         | 14,5 %         | 10             |

Für die Kommunalwahlergebnisse siehe Kommunalwahlen im Volksstaat Hessen 1919/1920.

### Reichstagswahlen
Reichstagswahlergebnisse im Wahlkreis 33: Hessen-Darmstadt (1919: Wahlkreis 34, 1920: 22):
| Wahl                                | Stimmen absolut | Prozentanteile | Sitze (von 70)                                        |
| ----------------------------------- | --------------- | -------------- | ----------------------------------------------------- |
| Nationalversammlung 19. Januar 1919 | 110.853         | 17,0 %         | 2401 (SPD: 4; DDP/DStP: 2; DVP: 1)                    |
| 6. Juni 1920                        | 95.536          | 16,1 %         | 1402 (USPD: 1; SPD: 3; DDP/DStP: 1, DVP: 1; DNVP: 1)  |
| 4. Mai 1924                         | 95.130          | 15,5 %         | 1 (KPD: 1; SPD: 3; DVP: 1, HBB403:1; DDP: 1; DNVP: 1) |
| 7. Dezember 1924                    | 99.205          | 15,8 %         | 2404 (SPD: 3; DVP: 1; Hess.BB: 1; DDP: 1)             |
| 20. Mai 1928                        | 95.280          | 16,0 %         | 1 (KPD: 1; SPD: 3; DVP: 1; ChrBP405: 1)               |
| 14. September 1930                  | 104.249         | 13,9 %         | 1 (KPD: 1; SPD: 3; NSDAP: 2; DVP: 1; DL406: 1)        |
| 31. Juli 1932                       | 125.667         | 14,8 %         | 2 (KPD: 1; SPD: 4; NSDAP: 6)                          |
| 6. November 1932                    | 114.365         | 14,0 %         | 2 (KPD: 2; SPD: 3; NSDAP: 5)                          |
| 5. März 1933                        | 120.461         | 13,6 %         | 2 (KPD: 1; SPD: 3; NSDAP: 7)                          |

## Abgeordnete

### Reichstagsabgeordnete
- Otto von Brentano di Tremezzo (1919–1924)
- Fritz Bockius
- Wilhelm Knoll

### Abgeordnete der Deutschen Zentrumspartei in der Verfassungsgebenden Volkskammer und im Landtag des Volksstaats Hessen 1919–1933
| Abgeordneter                  | Lebensdaten | Mandatszeit          | Wahlperioden | Wahlperioden | Wahlperioden | Wahlperioden | Wahlperioden | Wahlperioden |
| Abgeordneter                  | Lebensdaten | Mandatszeit          | 1            | 2            | 3            | 4            | 5            | 6            |
| ----------------------------- | ----------- | -------------------- | ------------ | ------------ | ------------ | ------------ | ------------ | ------------ |
| Abgeordneter                  | Lebensdaten | Mandatszeit          | 1919–1921    | 1921–1924    | 1924–1927    | 1927–1931    | 1931–1932    | 1932–1933    |
| Pankraz Blank                 | 1882–1961   | 1921–1933            | 0            | X            | X            | X            | X            | X            |
| Otto von Brentano di Tremezzo | 1856–1927   | 1919–1927            | X            | X            | X            | 0            | 0            | 0            |
| Karl Friedrich Burgbacher     | 1900–1978   | 1929–1931            | 0            | 0            | 0            | X            | 0            | 0            |
| Karl Felder                   | 1879–1962   | 1921–1924, 1925–1927 | 0            | X            | X            | 0            | 0            | 0            |
| Karl Michael Gesser           | 1869–1950   | 1919–1921            | X            | 0            | 0            | 0            | 0            | 0            |
| Elisabeth Hattemer            | 1870–1948   | 1919–1933            | X            | X            | X            | X            | X            | X            |
| Anton Heinstadt               | 1886–1970   | 1924–1933            | 0            | 0            | X            | X            | X            | X            |
| Valentin Herbert              | 1864–1933   | 1919–1924            | X            | X            | 0            | 0            | 0            | 0            |
| Hans Hoffmann                 | 1880–1949   | 1921–1933            | 0            | X            | X            | X            | X            | X            |
| Johann Philipp Hofmann        | 1873–1926   | 1918, 1919–1925      | X            | X            | X            | 0            | 0            | 0            |
| Heinrich Ille                 | 1878–1932   | 1927–1931            | 0            | 0            | 0            | X            | 0            | 0            |
| Jakob Keller                  | 1873–1961   | 1928–1931            | 0            | 0            | 0            | X            | 0            | 0            |
| Wilhelm Knoll                 | 1873–1947   | 1919–1925            | X            | X            | X            | 0            | 0            | 0            |
| Peter Jakob Lang              | 1878–1954   | 1927–1931            | 0            | 0            | 0            | X            | 0            | 0            |
| Hans Lautenbacher             | 1883–1966   | 1925–1929            | 0            | 0            | X            | X            | 0            | 0            |
| Georg Lenhart                 | 1869–1941   | 1919–1927            | X            | X            | X            | 0            | 0            | 0            |
| Karl Noll                     | 1883–1963   | 1931–1933            | 0            | 0            | 0            | 0            | X            | X            |
| August Nuss                   | 1883–1958   | 1920–1928            | X            | X            | X            | X            | 0            | 0            |
| Georg Scherer                 | 1865–1920   | 1919/1920            | X            | 0            | 0            | 0            | 0            | 0            |
| Adam Joseph Johann Schmitt    | 1855–1928   | 1920–1921            | X            | 0            | 0            | 0            | 0            | 0            |
| Valentin Joseph Schorn        | 1856–1927   | 1918, 1919–1921      | X            | 0            | 0            | 0            | 0            | 0            |
| Theodor Franz Schröder        | 1872–1942   | 1919–1921            | X            | 0            | 0            | 0            | 0            | 0            |
| Joseph Maria Schül            | 1873–1960   | 1921–1933            | 0            | X            | X            | X            | X            | X            |
| Heinrich Wendelin Soherr      | 1863–1929   | 1919–1921            | X            | 0            | 0            | 0            | 0            | 0            |
| Alois Späth                   | 1887–1967   | 1927–1931            | 0            | 0            | 0            | X            | 0            | 0            |
| Albert Stohr                  | 1890–1961   | 1931–1933            | 0            | 0            | 0            | 0            | X            | X            |
| Philipp Uebel                 | 1864–1929   | 1919–1929            | X            | X            | 0            | 0            | 0            | 0            |
| Georg Zilch                   | 1855–1930   | 1920–1921            | X            | 0            | 0            | 0            | 0            | 0            |
| Franz Adam Wagner             | 1869–1956   | 1921–1924            | 0            | X            | 0            | 0            | 0            | 0            |
| Heinrich Weckler              | 1894–1958   | 1924–1933            | 0            | 0            | X            | X            | X            | X            |
| Johann Wesp                   | 1886–1954   | 1927–1933            | 0            | 0            | 0            | X            | X            | X            |
| Kaspar Winter                 | 1869–1950   | 1927–1933            | 0            | 0            | 0            | X            | X            | X            |

## Rest des heutigen Hessen
Im protestantisch geprägten Hessen-Nassau spielte das Zentrum keine wesentliche Rolle. Auch in Frankfurt am Main war das Zentrum (unter dem Vorsitzenden Jakob Husch) trotz eines Anteils von Katholiken um die 20 % eine relativ schwache Partei.